# 美國龍：傑克龍
《美國飛龍：傑克龍》（英語：American Dragon: Jake Long）是一部由傑夫·古德開創的美國動畫劇集。該劇由迪士尼电视动画公司製作，由埃迪·古澤利安和馬特·內格雷特共同開發。它於2005年1月21日在迪士尼頻道首播，於2007年9月1日結束，該劇總共製作了52集。該片主要講述一名東方龍「傑克龍」必須在紐約保護他身邊社區的傳說生物的故事。

## 出產
美國飛龍：傑克龍的作者是Jeff Goode。迪士尼公司一開始預訂了他開始寫的二十一集，各30分鐘長的系列作為第一季。該動畫於2005年1月4日於英國迪士尼頻道開播，并于2006年2月在迪士尼卡通頻道開播。它也被播放於加拿大的家庭頻道以及澳大利亞的七個電臺。

## 劇情簡介
傳說在神話世界，飛龍為所有神話生物的守護者，世界各國皆有飛龍，守護著神話世界的和平。而居於紐約的美籍華裔男孩杰克(Jake Long)成為史上第一隻美國飛龍，並接受前任中國飛龍的祖父的飛龍的訓練，擔起守護神話世界的任務。故事以杰克的飛龍訓練為故事主軸，並穿插都會神話及中國文化。

## 劇集
List of American Dragon: Jake Long episodes

## 人物
- 美國飛龍/杰克·龍（American Dragon/Jacob<Jake> Luke Long）：美國：Dante Basco

主角。杰克（小杰）是一個輕浮、頑皮，本性卻善良、正直的13歲的男孩，事實上是一頭龍。他利用龍的職務協防紐約地下的神奇世界，繼續他的訓練去成為美國龍。與其他許多英雄一樣，杰克會說在街上的方言俚語。他很愛炫耀，但在一天結束的時候，他顯示出強烈的責任感和更大的意義上的成熟。此外，在“杰克拿蛋糕”中，杰克的中間名被揭示為“路克”。
穿著:白色T恤，紅色夾克，深藍色褲子，第一季為藍色鞋子，第二季則變為黑色鞋子。
- 海莉·龍（The Future American Dragon/Haley Kay Long）：美國：Amy Bruckner

海莉（小莉）是杰克的妹妹，成為第二隻美國飛龍。海利在學校很難與杰克相處。她總是指出杰克的毛病，讓自己優於他。相當聰明，有才華，有點完美主義者和偽善者的感覺，並成為杰克的煩擾。在的桑尼·派克的指導下，海莉學習和掌握了必要的技能，成為美國龍。
穿著:第一季為紫色洋裝，第二季是粉紅外衣，紫裙子。
- 中國飛龍/龍老師/勞許/外公（Dragon Master/Long-Lao-Shi/Grampa）：美國：Keone Young

杰克的外祖父，典型的中國龍形象，住在香港，是教杰克必要技能的一個神話生物保護者。他經營Canal街電子，並利用這個位置作為主要總部，經營所有業務。他的朋友阿福狗能為其監護人創造神奇的藥劑，以協助這些任務。有時，老師對培訓杰克的嘗試會給杰克帶來麻煩而不是幫助。然而，杰克學習並投入使用的技能對成為美國飛龍是至關重要的。『龍老師』這個名稱似乎是一個拼音翻譯成的中文，字樣為“龍”和“老師”。年輕時愛跳舞。會說廣東話，所以有可能從廣東搬到紐約的。曾在要去佛州的高速公路的時候用廣東話罵強納森的老媽聞的像鬧肚子的豬。
是唯一一位跟暗黑龍戰鬥，還能擊退暗黑龍並存活下來的飛龍。
穿著:第一季藍黃色的中國傳統服飾，第二季變為藍綠色。
- 阿福狗（Fu Dog）：美國：John DiMaggio

阿福是一隻600歲的會交談的沙皮狗，也是老師唯一的夥伴。跟一般的狗不同，阿福能夠直立行走，而且有狗汽車駕照。他尤其擅長於藥水混合。儘管他已經很老了，但是他還常常能跟上最新的趨勢和事件，讓他偶爾會與勞許的意見不一致。他說的是布魯克林口音。
- 翠絲·卡特/小翠（Trixie Carter）：美國：Miss Kittie

杰克最好的朋友。她時髦、活潑、調皮又有點小心眼。她喜歡用直覺判斷食物。易暈船。雖然她並不總是穿著流行衣著，但她喜歡追逐時尚。小翠開始時不信任杰克與玫瑰的關係。但隨著時間的推移，她開始更多地支持他們的關係，甚至試圖幫助杰克。母親是空服員，父親是軍人。
- 斯普丁斯基·亞瑟/阿邦（Spudinski Aurthur/Spud）：美國：Charlie Finn

杰克另一個最好的朋友。他雖然顯得呆痴，實際上卻是一個天才（他只是不想有“天才兒童”的壓力）。他擁有筆記本電腦，運動監測能力和其他職能，這些對於他在外地的生活都有很大幫助。他認為，沒有一樣工作是糟糕的，所謂糟糕的工作只是沒有發揮好而已。他希望成為媒體的工作人員。他顯然有神奇的潛力。阿邦的行為，看起來很像裘德。他們都有毛茸茸的頭髮，喜歡滑板運動，曾想擔任默劇演員但都會說出話，他就說："我只是初學者!"因為小杰的推波助瀾，去過曼哈頓天才學院。
- 玫瑰/獵女（Rose/Huntsgirl）：美國：Mae Whitman

杰克主要的戀愛對象，其實是獵龍幫的一員。在她的右手掌上有一個中國龍形的胎記，也被稱爲獵龍幫的印記。在自己的潛意識中，得知她和雙胞胎姊妹一起出生時，由於胎記而被獵龍幫強行帶走而且從小被騙說父母親早已去世。杰克後來終於得知了玫瑰的真實身份，然而玫瑰也了解到杰克是美國飛龍的事實。之後玫瑰一直協助杰克直到獵龍幫知曉他們的關係。在集齊十三個阿茲特克水晶頭骨後，玫瑰擊倒獵龍幫首領，並許下所有獵龍幫人員消失的願望。杰克馬上拿起水晶頭骨並許下玫瑰從來就不是獵龍幫的一員的願望。這樣，杰克給了玫瑰一個正常的生活，然而這也導致他們的關係變得像從未發生一樣。後來，杰克來到香港找到玫瑰，玫瑰看到照片後回憶起當初的關係，並協助杰克打敗了暗黑龍。打敗暗黑龍之後，可以推測出杰克和玫瑰開始了他們漫長的戀愛旅程。
- 獵人（Huntsman）：美國：Jeff Bennett

獵龍幫的首領，痛恨所有的神話生物，平日假扮身分是玫瑰的叔叔。獵龍幫的印記在臉上，第一季眼睛是紅的，第二季眼睛才露出來。
- 獵龍幫（Huntsclan）：

目標是消滅世上所有神話生物，以獵人為首領。
- 88&89（88and89）：

第二季出現，獵龍幫的兩個白痴，說自己可以屠龍，見到龍後簡直是一蹋糊塗，能進獵龍幫是因為殺了電玩的怪獸。
- 漢斯·羅伍德（Hans Rotwood）：美國：Paul Rugg

日爾曼系德國人，之前從德國移民美國紐約，曾是杰克的老師，後任費爾摩中學(Fillmore Middle School)學校的校長，對學生非常嚴厲。一直說服人們有神話生物的存在，當他知道小杰的真實身分之後並且試圖揭發他。
- 狄若莉（Diroli）：

美人魚警官，曾和勞許交往過，費爾摩中學(Fillmore Middle School)的前任校長。
- 桑尼·派克/韓國飛龍（Sun Park/Korean Dragon）：美國：

小杰（杰克）的家政老師，小莉（海莉）的飛龍訓練者。韓國飛龍。
- 強納森·龍（Jonathan  Long）：美國：Jeff Bennett

小杰的白人父親，會計員。完全沒有法力，也完全不知道神話生物的存在。曾說過自己有華人血統。小杰曾說他很遜，全家在香港度假時發現他妻子、兒子、女兒和岳父等都是龍。
- 蘇珊·龍（Susan Long）：美國：Lauren Tom

小杰的媽媽，沒有法力，小杰的法力是隔代遺傳。
- 布雷·莫頓（Brad Morton）：

喜歡玫瑰，愛欺負人。是個千金少主。
- 雪曼·布洛（Sidman Broc）：

羅伍德因傑克竄改讀稿機後被開除的替代校長，發明布洛劑讓杰克現飛龍之形，羅伍德也用布洛劑來了解杰克的真實身分，曾是羅伍德的老師，讓羅伍德了解神話生物。
- 張委員（Chang）：

棄明投暗與暗黑龍合作，勞許曾經可能跟她交往過。第一季的龍形偏向中式，第二季偏向美式。
- 小香蕉（BananaB）：

阿福執照過期時來代替阿福的猴子，最後因怕被張委員殺死所以投靠張委員。
- 丹尼佳·哈尼佳（Danika Hunnicutt）：美國：Kristen Stewart

Fillmore中學游泳隊隊長，是小傑在香港找到玫瑰之前，玫瑰到香港之後的女朋友，因為小翠和阿邦辦的單身漢募款會上認識，海妖維琦曾因忌妒所以用有海妖歌聲的項鍊送給丹尼佳來陷害她。
- 萊哲·索爾（Nigel Thrall）：美國：Daniel Radcliffe（飾演哈利波特的人）

從英國來，是巫師，曾和小杰競選學生會長，但當選人卻是非候選人的小翠和阿邦。後來幫助小杰打敗美杜莎三姐妹。
- 黑暗飛龍(The Dark Dragon)：

一隻誤入歧途的龍，真實身份是個謎。

### 神話生物（Magical Creatures）
- 飛龍（Dragon）：所有飛龍的工作就是保護所有的神話生物，而世界各地都有飛龍，甚至是世界上的微型國家。飛龍每十年會脫皮，也有青少年期的發育。像噴火腺發育的時候會有恐怖的飛龍口臭。和人一樣也會換牙，不過掉的是龍齒。
- 吸血鬼（Vampire）：吸人血的神話生物，怕陽光、白楊木樁、十字架等物品。
- 吸血魔：吸龍血的神話生物，怕陽光，如果很久沒吸血會更虛弱。他們的母親可以利用千里眼看到飛龍，他們再去獵捕。擁有法寶鳳毛，可以讓飛龍沒有力氣，對人型狀態的飛龍也有影響。
- 矮精靈（Lebercounts）：祖先可能來自愛爾蘭，手藝好的工匠，矮精靈的金幣不只雕刻精美，敲的時候還能發出好聽的聲音。
- 獨角獸 （Unicorns）：獸群可能住在另一個空間，每個月的最後一個滿月日會在中央公園的草地上，牠們的角是世界上最硬的材質。
- 鬼（Ghosts）： 其中最有名的是在麻旺夏令營墓地中的手銬賈克（Shackels Jack），他們會利用麻旺獎杯在滿月的第二個日出來偷取人類的身體。
- 美人魚（Mermaid）
- 半人馬
- 吸精魔怪：吸取別人的青春，讓自己得以長壽。
- 水鬼
- 妖精
- 聖甲蟲：來自埃及
- 巨人
- 十八銅人(18bronzemen)，來自中國，只出現於外公的回憶

## 外部連結
- American Dragon: Jake Long at the Disney Channel Official Site
- American Dragon: Jake Long at the Disney Channel Asia Site
- American Dragon: Jake Long （页面存档备份，存于） at Jeff Goode's website
- 互联网电影数据库（IMDb）上《美國龍：傑克龍》的资料（英文）

1. ↑  American Dragon: Jake Long - Metacritic.com